# Acalolepta pseudomarmorata
Acalolepta pseudomarmorata är en skalbaggsart som först beskrevs av Stefan von Breuning 1944.  Acalolepta pseudomarmorata ingår i släktet Acalolepta och familjen långhorningar. Inga underarter finns listade i Catalogue of Life.